# Герб Изобильного
Герб города Изоби́льного Ставропольского края Российской Федерации — опознавательно-правовой знак, наряду с флагом являвшийся официальным символом муниципального образования города Изобильного (упразднено 1 мая 2017 года).
Утверждён 20 июня 1973 года исполнительным комитетом Изобильненского городского Совета народных депутатов и 27 августа 2010 года, по решению депутатов Совета города Изобильного, официально подтверждён с незначительными стилевыми доработками. Автор: художник Б. И. Беспалов (Изобильный).
Данный герб составлен с нарушениями правил геральдики и рекомендаций Геральдического совета при Президенте Российской Федерации и по этой причине не был внесён в Государственный геральдический регистр Российской Федерации.

## Описание герба
Описание герба города Изобильного гласит:

Щит рассечён лазурью и червленью. Поверх всего серебряная чаша с серебряным пламенем в окружении фрагмента чёрной шестерни и стилизованных золотых колосьев, соединенных внизу золотой табличкой с серебряными цифрами 1895. В вершине щита название города серебром.— Решение Совета города Изобильного Ставропольского края от 27 августа 2010 года № 401.

## Описание символики
Герб языком символов и аллегорий отражает культурные, исторические и экономические особенности города Изобильного. Символика фигур герба многозначна: чёрная шестерня — символ развивающейся индустрии, золотые пшеничные колосья — традиционный символ высоких урожаев. Серебряные цифры 1895 — дата постройки железнодорожной станции Изобильной.
Червлень символизирует труд, жизнеутверждающую силу, мужество, праздник, красоту. Серебро означает чистоту, совершенство, мир и взаимопонимание. Золото олицетворяет богатство, стабильность, уважение, великодушие. Чернь символизирует мудрость, скромность, вечность бытия.

## История герба

### Советский период

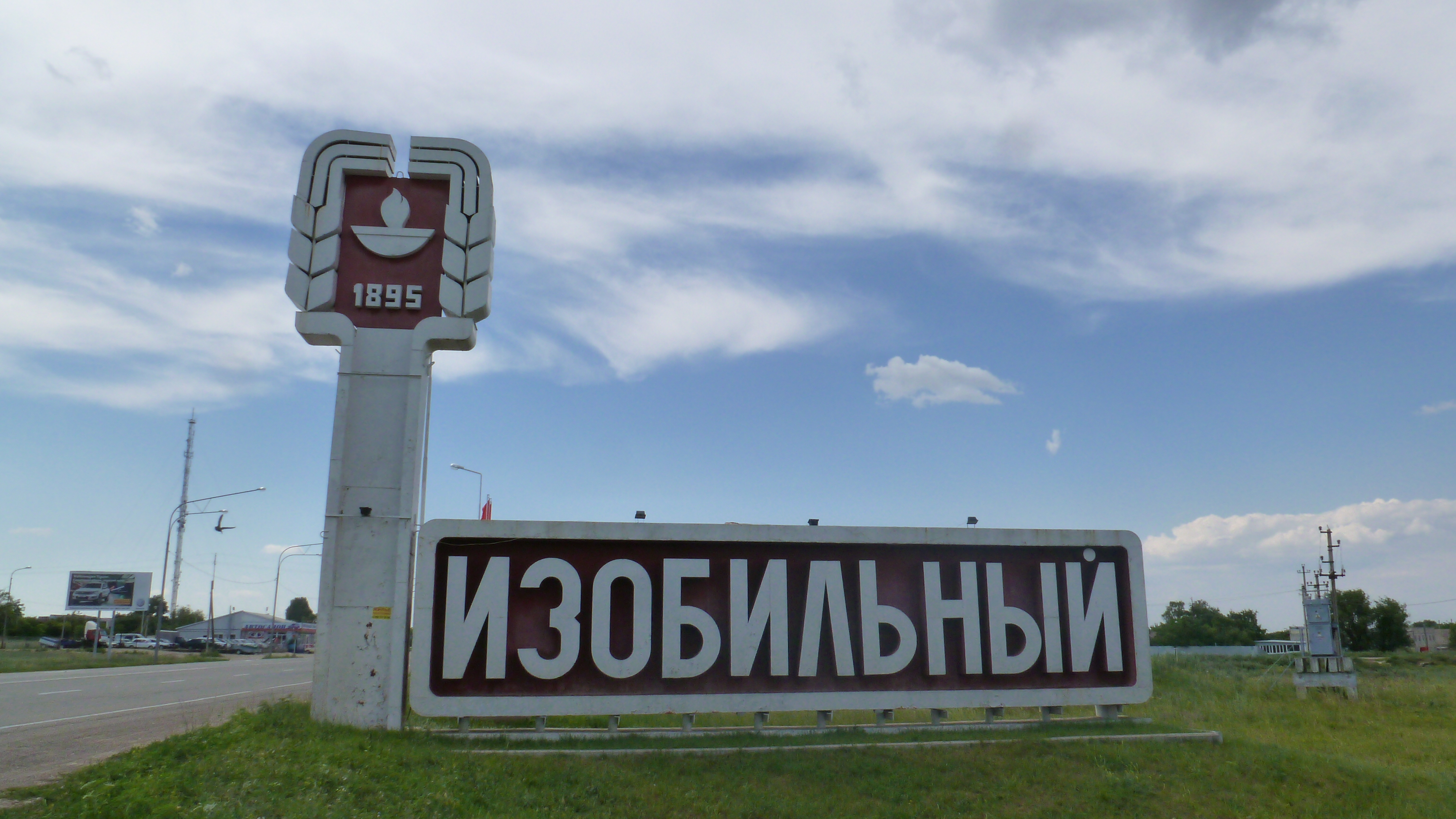
Эмблема на стеле при въезде в Изобильный

В начале 70-х годов XX века на въезде в Изобильный с восточной стороны был установлен бронзовый знак, считавшийся гербом города. Данную работу выполнили двое местных жителей — художник В. И. Александров и гравёр В. П. Вараев. В январе 1971 года в газете «Ставропольская правда» вышла статья В. Зиновьева, в которой описывалась символика изображённых в этом гербе фигур:

Факел напомнит путнику о том, что в городе работает одна из самых мощных в СССР газокомпрессорных станций… Хлебный колос — и этот символ имеет прямое отношение к занятию горожан. С каждым годом совхоз «Изобильненский», взявший курс на полное орошение своих угодий, поднимает потолок урожаев хлеба. <…> И, наконец, ферма линии электропередач. Какой же город стоит нынче вне ленинского плана электрификации страны!— В. Зиновьев «Герб Изобильного»
В 1973 году по решению председателя городского Совета Я. Н. Синческула в Изобильном был организован и проведён конкурс на лучший эскиз земельного герба, в котором приняли участие многие местные художники. Победу в конкурсе одержал заведующий художественной мастерской Б. И. Беспалов. Один из десяти представленных им эскизов конкурсная комиссия признала самым лучшим. 20 июня 1973 года разработанный Беспаловым герб был утверждён исполнительным комитетом Изобильненского городского Совета народных депутатов. Он имел следующее описание:

Щит рассечён лазурью и червленью. Поверх всего серебряная чаша с пламенем серебряным же в окружении фрагмента чёрной шестерни и стилизованных золотых колосьев, соединённых внизу золотой же табличкой с серебряными цифрами 1895. В вершине щита название города серебром.— Н. Соболева «Гербы городов России»
Чёрная шестерня олицетворяла развивающуюся индустрию города, серебряная чаша с пламенем (факел) — его газовую промышленность, золотые колосья — сельское хозяйство. Серебряные цифры на золотой табличке обозначали дату основания Изобильного. Лазурь и червлень символизировали территориальную принадлежность города к РСФСР.

### Постсоветский период
В 1995 году администрация Изобильненского района приняла решение упразднить прежний герб в связи с «социально-экономическими изменениями в развитии Изобильного, а также предстоящим 100-летием образования города». Разработка нового герба была выполнена рекламным агентством города Ставрополя «Алло-2» (Г. Е. Саврасов) совместно с научно-методическим центром комитета по культуре Ставропольского края.
В сентябре 1995 года глава районной администрации В. И. Афанасов подписал постановление о признании утратившим силу решения горисполкома от 26 июня 1973 года «О земельном гербе г. Изобильного» и утверждении земельного герба следующего содержания:

Геральдический щит — двухцветный, верхняя половина голубая, нижняя — золотая. На геральдическом щите внизу, на голубом фоне надпись, выполненная белым цветом «Изобильный». На верхней голубой части геральдического щита — символическое изображение промышленно-производственного корпуса, слева и справа от которого символические изображения газовых вышек с горящими факелами. На нижней золотой части геральдического щита — символическое изображение колосьев пшеницы, выполненное в белом цвете. Над геральдическим щитом — надпись, выполненная золотом «1895». Обрамляет композицию венок из золотых дубовых листьев, перевитый трёхцветной лентой с цветами российского флага.— «О городе и гербе»
Символика герба трактовалась следующим образом. Верхнее голубое (лазоревое) поле щита олицетворяло мирное небо. Изображения электростанции и газовых вышек отражали промышленную специфику города Изобильного. Белый цвет (серебро) символизировал промышленность и её экологическую чистоту. Среднее золотое поле щита обозначало развитое сельское хозяйство города и Изобильненского района, а помещённые в поле щита одиннадцать серебряных колосьев — «традиционно высокие урожаи хлеба на изобильненских землях, благодаря которым город, собственно, и получил своё название». Золотой дубовый венок, перевитый лентой с цветами государственного флага, подчёркивал принадлежность города и района к Российской Федерации.

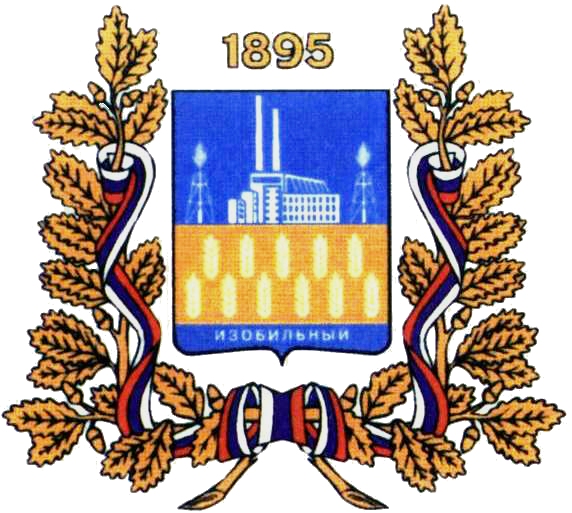
Герб Изобильного. 1995 год
Изображение герба на памятном знаке «100 лет городу Изобильному». 1995 год
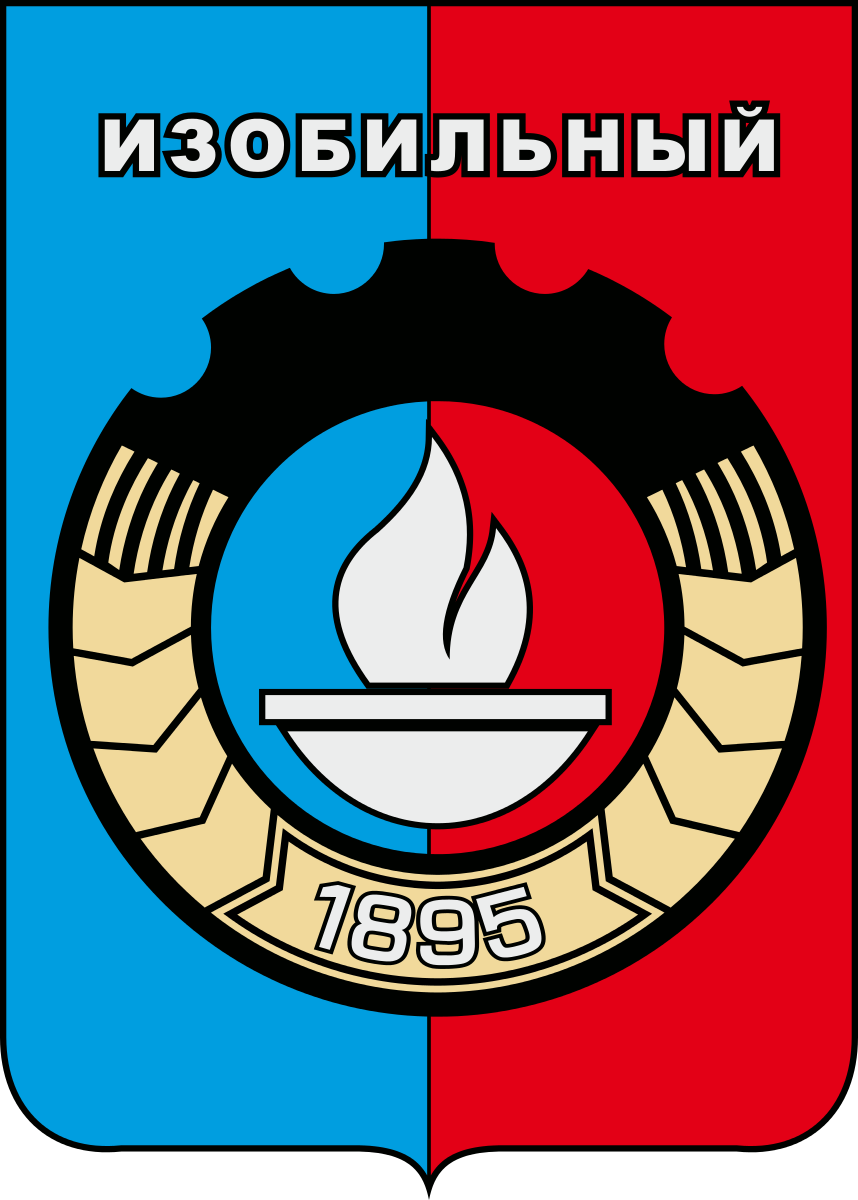
Герб Изобильного. 2010 год

Решение администрации Изобильненского района утвердить новый земельный герб города Изобильного «породило дискуссию и даже вызвало возмущение со стороны тех, кто участвовал в принятии прежнего герба». Например, в сентябре 1997 года общественно-политическая газета Изобильненского района «Наше время» опубликовала статью В. Зиновьева «Вернётся ли герб?», в которой автор подверг критике как действия местных властей, упразднивших герб 1973 года, так и учреждённый ими в 1995 году официальный символ города, отметив необоснованность использования изображений электростанции («В городе ГРЭС нет»), вышек, дубового венка и ряд других недочётов в композиции герба. Руководство города негативно восприняло символику, утверждённую районной администрацией, и, в итоге, отказалось от её использования. В феврале 1998 года на здании администрации Изобильного вновь появилось изображение отменённого герба. В 2004 году проигнорированная городскими властями символика была принята в статусе официальной эмблемы Изобильненского района.
27 августа 2010 года по решению депутатов Совета города Изобильного герб 1973 года был «официально подтверждён с незначительными стилевыми доработками». 6 сентября 2010 года соответствующее решение было опубликовано в газете «Изобильненский муниципальный вестник».
Данный герб не прошёл государственную регистрацию в Геральдическом совете при Президенте Российской Федерации, поскольку являлся неправильным (несоответствующим требованиям геральдики). Также не был зарегистрирован и составленный на его основе флаг города Изобильного.